# Vorläufige Haushaltsführung
Als vorläufige Haushaltsführung (oder Nothaushaltsführung) bezeichnet man im Rahmen der Staatsfinanzen die Fortsetzung der Staatstätigkeit ohne ein gültiges Haushaltsgesetz (Bund und Bundesländer) bzw. ohne eine gültige Haushaltssatzung (Gemeinden).

## Grundsatz der Budgethoheit
In parlamentarischen Demokratien haben grundsätzlich die Parlamente die Budgethoheit, also das Recht, die Staatsausgaben und -einnahmen festzulegen. Sie allein haben das Recht zu entscheiden, welche Belastungen der Staat seinen Bürgern auferlegt und wie er mit den so eingenommenen Mitteln wirtschaftet. Die entsprechenden Festlegungen trifft der Gesetzgeber im zumeist für ein Jahr geltenden Haushaltsgesetz. 
Folgt man dem Grundsatz der Budgethoheit des Parlaments ohne Einschränkungen, müsste der Staat seine Tätigkeit vollkommen einstellen, wenn nach Ablauf des Geltungszeitraums des alten Haushaltsgesetzes kein neues in Kraft getreten ist. So dürften keine Löhne und Gehälter ausbezahlt und keine Verbindlichkeiten beglichen werden. Darüber hinaus dürfte der Staat aber auch keine neuen Zahlungsverpflichtungen eingehen. Er müsste also seine Beschäftigten beurlauben und sämtliche öffentlichen Einrichtungen schließen. 
Die Regeln zur vorläufigen Haushaltsführung dienen dazu, den damit verbundenen Zusammenbruch des Staates zu vermeiden. Sie finden regelmäßig in den Monaten zu Beginn des Haushaltsjahres Anwendung, das einer Bundestagswahl folgt.

## Regelungen in einzelnen Ländern

### Deutschland
In der Bundesrepublik Deutschland gelten sowohl für den Bund als auch für die Länder zugunsten der Exekutive verhältnismäßig weitgehende Regelungen. Für den Bund sieht Art. 111 Grundgesetz das Recht zur vorläufigen Haushaltsführung vor, wenn der Bundeshaushalt verspätet verabschiedet wird. Die Bundesregierung kann in beschränktem Umfang Ausgaben vornehmen und Kredite aufnehmen. Dies gilt nur für Ausgaben, „die nötig sind, 
1. um gesetzlich bestehende Einrichtungen zu erhalten und gesetzlich beschlossene Maßnahmen durchzuführen,
2. um die rechtlich begründeten Verpflichtungen des Bundes zu erfüllen,
3. um Bauten, Beschaffungen und sonstige Leistungen fortzusetzen oder Beihilfen für diese Zwecke weiter zu gewähren, sofern durch den Haushaltsplan eines Vorjahres bereits Beträge bewilligt worden sind.“

Die Durchführung der vorläufigen Haushaltsführung beim Bund erfolgt dadurch, dass der Bundesfinanzminister die Fachressorts durch Verwaltungsvorschrift ermächtigt, die Ausgabeansätze des noch nicht verabschiedeten Haushaltsentwurfs bis zu einem bestimmten Prozentsatz zu bewirtschaften (§ 5 BHO).
In den deutschen Kommunen (Kreisen und Gemeinden) ist die vorläufige Haushaltsführung durch weitgehend inhaltsgleiche Bestimmungen in den Gemeindeordnungen geregelt. Danach dürfen die Gemeinden, solange der Haushalt für das jeweilige Haushaltsjahr nicht in Kraft ist, Ausgaben bzw. Aufwendungen leisten, zu denen sie rechtlich verpflichtet sind oder mit denen laufende Vorhaben weitergeführt werden, Kredite umschulden und in beschränktem Umfang neue Kredite aufnehmen. Neue Vorhaben dürfen nicht begonnen und neue Stellen nicht geschaffen werden.

### Österreich
In der Republik Österreich regelt Art. 51 Abs. 5 der Bundesverfassung die vorläufige Haushaltsführung: Staatsausgaben „sind,
1. sofern die Bundesregierung den Entwurf eines Bundesfinanzgesetzes vorgelegt hat, bis zum Inkrafttreten einer gesetzlichen Regelung, längstens jedoch während der ersten vier Monate des folgenden Finanzjahres, gemäß diesem Entwurf zu leisten;
2. sofern die Bundesregierung keinen Entwurf eines Bundesfinanzgesetzes vorgelegt hat oder wenn im Falle der Z 1 die ersten vier Monate des folgenden Finanzjahres abgelaufen sind, gemäß den im letzten Bundesfinanzgesetz enthaltenen Ausgabenansätzen zu leisten.“

### USA
In den Vereinigten Staaten von Amerika sind nur absolut unabweisbare Ausgaben des Bundes ohne gültigen Haushalt zulässig. Dort wird daher im Falle eines Budgetkonflikts ein Großteil der Bundesbehörden geschlossen (Government Shutdown).